# 1. Bundesliga Pool
Die 1. Bundesliga Pool ist die höchste Spielklasse im Poolbillard in Deutschland. Dabei ermitteln acht Mannschaften an je sieben Hin- und Rückrundenspieltagen den Deutschen Poolbillardmeister „Kombi-Mannschaft“ sowie die Absteiger in die 2. Bundesliga.
In dieser Form besteht die Bundesliga Pool seit 1991, zuvor wurden lediglich spezifische Deutsche Mannschaftsmeisterschaften in den Disziplinen 8-Ball (1974–1990) und 14/1-endlos (1982–1990) ausgetragen.

## Spielmodus
Ein Spiel besteht aus zwei Durchgängen, in denen je eine Partie in den vier Disziplinen gespielt wird. Dabei darf kein Spieler in beiden Durchgängen dieselbe Disziplin spielen.
Der Modus innerhalb eines Durchgangs hat sich mehrmals geändert:
In der Saison 2010/11 fand die 1. Bundesliga Pool in folgendem Modus innerhalb eines Durchgangs statt:
- 14/1 endlos: 1 Gewinnsatz, 200 Punkte
- 8-Ball: 2 Gewinnsätze, 5 Gewinnspiele (Winnerbreak)
- 9-Ball: 2 Gewinnsätze, 6 Gewinnspiele (Winnerbreak)
- 10-Ball: 2 Gewinnsätze, 5 Gewinnspiele (Winnerbreak)

Die Bepunktung der Begegnungen in der Tabelle erfolgt nach der „3-Punkte-Regel“ (Sieg: 3, Unentschieden: 1, Niederlage: 0).
In den Saisons 2011/12 und 2012/13 wurde der folgende Modus innerhalb eines Durchgangs angewendet:
- 14/1 endlos: 1 Gewinnsatz, 125 Punkte
- 8-Ball: 3 Gewinnsätze à 3 Gewinnspiele
- 9-Ball: 3 Gewinnsätze à 3 Gewinnspiele
- 10-Ball: 3 Gewinnsätze à 3 Gewinnspiele

Seit der Saison 2013/14 gilt der folgende Modus innerhalb eines Durchgangs:
- 14/1 endlos: 1 Gewinnsatz, 125 Punkte
- 8-Ball: 2 Gewinnsätze à 4 Gewinnspiele
- 9-Ball: 2 Gewinnsätze à 4 Gewinnspiele
- 10-Ball: 2 Gewinnsätze à 4 Gewinnspiele

Dabei wird in den Kurzsätzen innerhalb eines Satzes Winnersbreak und über die Sätze hinweg Wechselbreak gespielt.
Es gilt weiterhin die Drei-Punkte-Regel.

## Deutsche Mannschaftsmeister

### 14/1 endlos
Folgende Mannschaften wurden vor Einführung der Kombimannschaft-Bundesliga Deutsche Meister im 14/1 endlos:
- 1982: PBF Pirmasens
- 1983: 1. PBV Moers 74
- 1984: PBF Pirmasens
- 1985: PBC Fortuna Aachen
- 1986: Rot-Weiß Oberhausen
- 1987: Rot-Weiß Oberhausen
- 1988: BC Alsdorf
- 1989: PBC Oftersheim
- 1990: PBC Oftersheim

### 8-Ball
Folgende Mannschaften wurden vor Einführung der Kombimannschaft-Bundesliga Deutsche Meister im 8-Ball:
| Jahr | Deutscher Meister              | 2. Platz           | 3. Platz               | 4. Platz               |
| ---- | ------------------------------ | ------------------ | ---------------------- | ---------------------- |
| 1974 | PBC Hindenburg Mönchengladbach | nicht bekannt      | nicht bekannt          | nicht bekannt          |
| 1975 | PBC Hindenburg Mönchengladbach | nicht bekannt      | nicht bekannt          | nicht bekannt          |
| 1976 | PBC Berrenrath                 | PBC Dominikaner    | PBC Mönchengladbach 73 | PBC Übach-Palenberg    |
| 1977 | BSC Aschaffenburg              | BCV Kaiserslautern | PBF Östrich            | PBC Mönchengladbach 73 |
| 1978 | BCV Kaiserslautern             | PBF Östrich        | 1. PBC Kamp-Lintfort   | PBC Empire Bad Homburg |
| 1979 | 1. PBC Heidelberg              | 1. PBV Moers 74    | BCV Kaiserslautern     | PBC Übach-Palenberg    |
| 1982 | PBC Berlin                     | nicht bekannt      | nicht bekannt          | nicht bekannt          |
| 1983 | Rot-Weiß Oberhausen            | nicht bekannt      | nicht bekannt          | nicht bekannt          |
| 1984 | Billardfreunde Straubing       | nicht bekannt      | nicht bekannt          | nicht bekannt          |
| 1985 | Rot-Weiß Oberhausen            | nicht bekannt      | nicht bekannt          | nicht bekannt          |
| 1986 | Rot-Weiß Oberhausen            | nicht bekannt      | nicht bekannt          | nicht bekannt          |
| 1987 | Rot-Weiß Oberhausen            | nicht bekannt      | nicht bekannt          | nicht bekannt          |
| 1988 | Rot-Weiß Oberhausen            | nicht bekannt      | nicht bekannt          | nicht bekannt          |
| 1989 | PBC Karlsruhe                  | nicht bekannt      | nicht bekannt          | nicht bekannt          |
| 1990 | PBC Oftersheim                 | nicht bekannt      | nicht bekannt          | nicht bekannt          |

### Kombimannschaft
Folgende Mannschaften wurden Deutsche Meister in der Poolbillard-Bundesliga:
| Saison    | Deutscher Meister                         | 2. Platz                                  | 3. Platz                                  | 4. Platz                                  |
| --------- | ----------------------------------------- | ----------------------------------------- | ----------------------------------------- | ----------------------------------------- |
| 1990/91   | PBC Karlsruhe                             | 1. PBC Leverkusen                         | BC Oberhausen                             | PBC München-West                          |
| 1991/92   | 1. PBC Leverkusen                         | Billardfreunde Straubing                  | PC Mörfelden                              | BC Oberhausen                             |
| 1992/93   | PBC Karlsruhe                             | PC Mörfelden                              | BC Oberhausen                             | Kieler Billard Union                      |
| 1993/94   | PC Mörfelden                              | BC Oberhausen                             | PBC Karlsruhe                             | Kieler Billard Union                      |
| 1994/95   | BSC Ingolstadt                            | PBC Friedenau Berlin                      | Kieler Billard Union                      | PBC Karlsruhe                             |
| 1995/96   | BSC Ingolstadt                            | PBC München-West                          | Kieler Billard Union                      | PBC Karlsruhe                             |
| 1996/97   | Kieler Billard Union                      | PBC Friedenau Berlin                      | BSC Ingolstadt                            | PBC Karlsruhe                             |
| 1997/98   | Kieler Billard Union                      | BSC Ingolstadt                            | PBC Bremen-Nord                           | PBC Karlsruhe                             |
| 1998/99   | 1. PBC Fulda                              | Kieler Billard Union                      | 1. PBC Joker Geldern                      | PBC Bremen-Nord                           |
| 1999/2000 | BC Oberhausen                             | 1. PBC Fulda                              | 1. PBC Joker Geldern                      | Kieler Billard Union                      |
| 2000/01   | PBC Dessau                                | BC Oberhausen                             | BSV Fürstenfeldbruck                      | 1. PBC Fulda                              |
| 2001/02   | PBC Dessau                                | PBV Anderten                              | PBC Schwerte 87                           | 1. PBC Brambauer                          |
| 2002/03   | 1. PBC Fulda                              | PBV Anderten                              | PBC Schwerte 87                           | 1. PBC Joker Geldern                      |
| 2003/04   | 1. PBC Fulda                              | 1. PBC Joker Geldern                      | PBC Düren-Nord                            | PBC Schwerte 87                           |
| 2004/05   | BSV Dachau                                | 1. PBC Fulda                              | PBV Anderten                              | PBC Berrenrath                            |
| 2005/06   | BSV Dachau                                | 1. PBC Fulda                              | BSV Pfullingen                            | PBC Berrenrath                            |
| 2006/07   | 1. PBC Fulda                              | BC Sindelfingen                           | BSV Pfullingen                            | PBC Berrenrath                            |
| 2007/08   | BSG Osnabrück                             | PBC Berrenrath                            | BC Sindelfingen                           | Fortuna Straubing                         |
| 2008/09   | BC Sindelfingen                           | BC Oberhausen                             | Fortuna Straubing                         | BSV Dachau                                |
| 2009/10   | BC Oberhausen                             | BSV Dachau                                | Fortuna Straubing                         | 1. PBC Hürth-Berrenrath                   |
| 2010/11   | BC Oberhausen                             | BSV Fürstenfeldbruck                      | BSV Dachau                                | BSG Osnabrück                             |
| 2011/12   | BC Oberhausen                             | BSV Fürstenfeldbruck                      | BSV Dachau                                | BV Mörfelden-Walldorf                     |
| 2012/13   | BC Oberhausen                             | BSV Fürstenfeldbruck                      | BSV Dachau                                | BV Mörfelden-Walldorf                     |
| 2013/14   | BC Oberhausen                             | BSV Dachau                                | Fortuna Straubing                         | BSV Fürstenfeldbruck                      |
| 2014/15   | PBC Schwerte 87                           | BSV Dachau                                | BC Oberhausen                             | Fortuna Straubing                         |
| 2015/16   | BSV Dachau                                | BC Oberhausen                             | PBC Schwerte 87                           | BSV Fürstenfeldbruck                      |
| 2016/17   | BSV Dachau                                | BC Oberhausen                             | BSV Fürstenfeldbruck                      | Fortuna Straubing                         |
| 2017/18   | BSV Dachau                                | BC Oberhausen                             | Fortuna Straubing                         | PBC Schwerte 87                           |
| 2018/19   | 1. PBC Sankt Augustin                     | BSC Joker Neukirchen-Vluyn                | BC Oberhausen                             | BSV Dachau                                |
| 2019/20   | 1. PBC Sankt Augustin                     | BC Oberhausen                             | BSV Dachau                                | PBC Schwerte 87                           |
| 2020/21   | aufgrund der COVID-19-Pandemie annulliert | aufgrund der COVID-19-Pandemie annulliert | aufgrund der COVID-19-Pandemie annulliert | aufgrund der COVID-19-Pandemie annulliert |
| 2021/22   | BC Oberhausen                             | PBC Schwerte 87                           | 1. PBC Sankt Augustin                     | BSV Dachau                                |

Mit insgesamt sieben deutschen Meistertiteln ist der BC Oberhausen Rekordmeister der Poolbillard-Bundesliga.
Rot-Weiß Oberhausen ist mit sieben Titeln Mannschafts-Rekordmeister, konnte jedoch seit der Einführung der Bundesliga Pool keinen Titel mehr gewinnen.